# Louis Toffoli
Louis Toffoli (Trieste, 16 ottobre 1907 – Créteil, 18 febbraio 1999) è stato un pittore francese, nato da padre italiano e madre slovena.
È stato austro-ungherese e italiano e francese, Toffoli ha dichiarato di sentirsi soltanto "di Trieste" e ha firmato i suoi quadri non come Luigi, né Louis, ma soltanto Toffoli.

## Biografia

### L'arte Trieste-amante
Il 24 maggio 1915, l'Italia dichiarò guerra all'Austria. Trieste è la porta austro-ungarica al mare Adriatico e la famiglia fu costretta all'esilio in Italia, quando Toffoli aveva soltanto otto anni. La sua famiglia si stabilì prima a Padova e poi Firenze, dove Luigi scoprì le arti basate sulla fede o secolare.
Nel 1924, Luigi Toffoli entrò all'Accademia Navale di Trieste, ma le sue difficoltà lo costrinsero ad abbandonare gli studi. Lavorò come fabbro e poi come artigiano artista, seguendo corsi serali presso l'Accademia di Belle Arti di Trieste. Alla Biennale di Trieste nel 1928, tra Chirico e altri artisti famosi, Luigi Toffoli espose due pitture di stile costruttivista. I leader della propaganda fascista erano molto interessati alla visione singolare del giovane artista. Il regime fascista aveva intenzione di ingaggiare l'artista nei suoi artisti. Quindi Toffoli decise di organizzare una fuga segreta (vista la situazione politica italiana).

### Trasferimento in Francia
Nel 1930, Luigi Toffoli, con la scusa di compiere un tour artistico, riuscì a fuggire a Parigi. Senza alcuna risorsa economica e senza documenti, andò a vivere nel quartiere di La Goutte d'Or, in via Myrha, dove conobbe la sua futura moglie Sylvia. Ebbero avuto due figli: Patrick e Claude. I due vissero di espedienti fino a quando Denis Kalman, un noto designer del Faubourg Saint-Honoré, lo assunse nel suo laboratorio. In seguito alla sua regolarizzazione di cittadinanza, il suo talento fu riconosciuto da vari designer. Divenne un artigiano commerciante e cominciò ad insegnare l'arte di tagliare i vestiti alla Chambre Syndicale.
Nel 1934, la sua fama andava aumentando; in seguito si stabilì a Alfortville, poi a Charenton-le-Pont. Divenne un artigiano indipendente per molte case di moda parigine. Si segue altre lezioni di disegno, e proseguì coi suoi esperimenti con pazienza.

### Premio e le prime mostre di pittura
Nel 1935, fu indetto un concorso dal Ministero delle Colonie in occasione del tricentenario della conquista delle Antille da parte della Francia. Il suo lavoro ottenne il primo premio. Poco dopo, Toffoli vince il suo secondo premio in un concorso internazionale organizzato dalla Società delle Nazioni. Questo è anche il periodo delle prime esposizioni in importanti mostre: Salon d'Automne, al Salon des Indépendants, Salon des Peintres Témoins de leur Temps, Musée de la Marine.
La crisi economica del 1936, gli scandali pubblici e scioperi portarono il Fronte Popolare al governo. Lui assistette, qualche volta, a raduni politici, dove ritrasse Blum, Taittinger, Auriol e altre figure del tempo.
Nel 1939, per sfuggire al servizio di lavoro obbligatorio, Luigi Toffoli si rifugiò in Turenna, a Jaulnay, dove partecipò come ufficiale di collegamento alla Resistenza. Egli si presentò come un pittore.
Egli espose al Salon des Indépendants dipinti ispirati al mondo del lavoro, uno dei temi principali del suo lavoro. Nel 1947, Luigi Toffoli ottiene la cittadinanza francese e divenne Louis Toffoli.

### Mostre in gallerie
Le gallerie RG, a Parigi, organizzarono, nel 1952, per Toffoli la sua prima mostra personale. In seguito le sue mostre e i suoi viaggi all'estero si moltiplicarono. Nel 1954, Toffoli apprese la tecnica della litografia negli ateliers di Fernand Mourlot, e dal 1968, continuò la produzione di litografie negli ateliers di Jean-Claude Perrin. La litografia lo aiutò a diffondere la sua pittura.
Durante questi anni, egli espose alla Galleria Suillerot a fianco di Maurice Boitel, Robert Savary, Canjura Noe, Daniel du Janerand, Ginette Rapp e Eliane Thiollier. Diverse fotografie del febbraio 1955 di Georges Papo, lo ritraggono vicino al gallerista Raymond Suillerot.
Nel 1956, viaggiò in Spagna e in Jugoslavia in treno e bicicletta, fuori degli itinerari turistici e vicino alla gente del posto in cerca del vero spirito umano. Torna a Charenton-le-Pont, egli espone nuovamente al Salon des Peintres Témoins de leur Temps. Il suo talento fu notato da uno mecenate brasiliano, che, nel 1960, che lo ha invitato ad esporre presso il Palazzo Copacabana in Brasile.

### Viaggi e celebrity
Quando Toffoli si consacrò definitivamente come artista si dedicò ai viaggi. Israele, gli Stati Uniti, il Messico, la Cina e molti altri paesi hanno un'opera di Toffoli a loro dedicata, opere che parlano della vita quotidiana.
Da quel momento fino alla morte, Louis Toffoli si dedicò esclusivamente alla pittura. Molte mostre a lui dedicate si tengono in tutto il mondo. Diversi film e programmi televisivi sono stati fatti sulla sua produzione artistica.
Il museo Toffoli è stato inaugurato nel 1995 a Charenton-le-Pont. Toffoli stesso donò alla città un centinaio di sue opere allo scopo. Attualmente, il museo è stato chiuso, sostituito da una Galleria Comunale d'Arte e Liberty.
Molti musei in Germania, Brasile, Spagna, Paesi Bassi, Israele, Italia, Marocco, Portogallo, Svezia, Stati Uniti hanno opere dell'artista. 

### Onorificenza
- 1996 Cavaliere dell'Ordine al Merito della Repubblica Italiana.

## Opere
Le tele di Toffoli prendono subito il visitatore, la luce traspare in tutte le forme, sembra che escano le vernici e la purezza di stampa emerge, creando una profonda intimità con i personaggi. Toffoli era alla ricerca di una verità interiore insolita, colori vivaci e la luce nei suoi dipinti esplicava i motivi della tela e deliziava il pubblico.

### Tecniche
Louis Toffoli utilizzava varie tecniche per le sue opere: pittura a olio, litografie, arazzi. Le opere si trovano su superfici diverse, mostrando la luce in modo diverso a seconda del mezzo. Louis Toffoli ha trascorso un periodo della carriera al lavoro sulla luce in litografia.